# 夾竹桃の咲く頃
『夾竹桃の咲く頃』（きょうちくとうのさくころ）は、美空ひばりのシングル。1966年4月5日に日本コロムビアから発売された。

## 概要
A面『夾竹桃の咲く頃』は中村メイコ・神津善行夫妻の作品であり、1989年2月7日に福岡県北九州市の九州厚生年金会館で行われた生涯最後の公演でも、同じく中村・神津夫妻の作品である『髪』・『さよならの向うに』（1964年）と共に歌唱された。同曲は公演昼の部に歌唱されたのだが、これがひばりにとってのラストコンサートになるとは誰も思っていなかったため、その時の映像は残されていない。しかし、専属バンドの指揮者・チャーリィ脇野がバンドの音をチェックするため偶然にもカセットテープに録音しており、その音源が2005年にCD化されている。

## 収録曲
※両曲共 作詞：中村メイコ、作曲・編曲：神津善行
1. 夾竹桃の咲く頃
2. いい子だから